# Nesogonia blackburni
Nesogonia blackburni är en trollsländeart som först beskrevs av Robert McLachlan 1883.
Nesogonia blackburni ingår i släktet Nesogonia och familjen segeltrollsländor. Inga underarter finns listade i Catalogue of Life.